# Amphiura algida
Amphiura algida is een slangster uit de familie Amphiuridae.
De wetenschappelijke naam van de soort werd in 1911 gepubliceerd door René Koehler.